# Midland Mainline
Midland Mainline (MML) est une entreprise ferroviaire britannique, créée à la suite de la privatisation de British Rail. Elle assure des services voyageurs au départ de la gare de Saint-Pancras à Londres à destination des Midlands orientales et du Yorkshire, sur la ligne dite Ligne principale des Midlands (en). MML est basée à Derby. C'est une filiale du groupe National Express.

## Caractéristiques
MML exploite des trains à grande vitesse acquis auprès de British Rail. Elle avait commandé à l'origine des rames automotrices diesel Classe 170 Turbostar, qui furent remplacées ensuite par des rames Classe 222 Meridian. La livrée originale était turquoise, mais dans le cadre d'une restructuration de la société, elle fut remplacée par du bleu.
Parmi les trains baptisés de MML, citons le Master Cutler sur les relations Leeds - Saint-Pancras, et retour, le Midlands Express sur la relation Sheffield - Saint-Pancras, et le Robin Hood sur Sheffield - Saint-Pancras via Nottingham, et retour.
Midland Mainline assure la desserte de Scarborough pendant l'été, les samedis seulement, desserte limitée à York les dimanches, et les samedis le reste de l'année.
L'entreprise exploite également une liaison par bus vers Corby en correspondance à la gare de Kettering.
Le service assuré au départ de Saint-Pancras est sensiblement à la demi-heure pour les trains semi-rapides vers Nottingham et Derby, certains étant prolongés jusqu'à Scarborough, York et Barnsley, et à la demi-heure vers Leicester pour les trains express formés de matériel à grande vitesse, dont beaucoup sont sans arrêt entre Saint-Pancras et Leicester, avant de continuer vers leur destination finale qui est normalement Nottingham ou Sheffield, voire pour certains Leeds.

## Avenir
La concession Midland Mainline devrait se terminer en 2007 à l'occasion d'un réaménagement général des concessions dans la région des Midlands. Une nouvelle concession East Midlands devrait reprendre les services de Central Trains dans les Midlands orientales. Toutefois, selon une réponse écrite faite au Parlement par le Ministre des transports, l'échéance pourrait être repoussée jusqu'en avril 2008.